# Sagalassa orthaula
Sagalassa orthaula is een vlinder uit de familie Brachodidae. De wetenschappelijke naam van de soort is voor het eerst geldig gepubliceerd in 1907 door Edward Meyrick.